# 鴨田村
鴨田村（かもだむら）は、高知県土佐郡にあった村。概ね現在の高知市神田・鴨部・鴨部一丁目から三丁目・鴨部高町・鴨部上町・曙町一丁目・朝倉東町にあたる。

## 地理
- 山岳：鷲尾山、烏帽子山、柏尾山
- 河川：鏡川

## 歴史
- 1889年（明治22年）4月1日 - 町村制の施行により、神田村・鴨部村の区域をもって発足。
- 1925年（大正14年）8月1日 - 大字鴨部の一部（鏡川以北）を高知市に編入。
- 1942年（昭和17年）6月1日 - 高知市に編入。同日鴨田村廃止。

## 交通

### 鉄道路線
- 土佐電気鉄道（現・とさでん交通）
  - 伊野線
    - 鴨部停留場 - 曙町停留場

現在は旧村域に曙町東町停留場が所在するが、当時は未開業。